# Мартін Блекмен
Мартін Блекмен (англ. Martin Blackman; нар. 5 березня 1970) — колишній американський тенісист.
Найвищу одиночну позицію світового рейтингу — 158 місце досяг 6 червня, 1994, парну — 142 місце — 19 вересня, 1994 року.

## Титули на челленджерах

### Одиночний розряд
| Ранг | Рік  | Турнір                  | Покриття | Партнер     | Рахунок       |
| ---- | ---- | ----------------------- | -------- | ----------- | ------------- |
| 1.   | 1993 | Белу-Оризонті, Бразилія | Тверде   | Девід Адамс | 6–7, 6–4, 7–6 |

### Парний розряд
| Ранг | Рік  | Турнір                    | Покриття | Партнер        | Суперники                        | Рахунок       |
| ---- | ---- | ------------------------- | -------- | -------------- | -------------------------------- | ------------- |
| 1.   | 1992 | Сінгапур                  | Тверде   | Лоренс Тілеман | Патрік Баур Сандер Гройн         | 6–4, 1–6, 7–6 |
| 2.   | 1994 | Веллінгтон, Нова Зеландія | Тверде   | Кенні Торн     | Сендон Столл Саймон Юл           | 6–7, 6–3, 6–3 |
| 3.   | 1994 | Познань, Польща           | Ґрунт    | Серхіо Кортес  | Жоао Кунья е Сілва Емануел Коуту | 6–7, 7–5, 7–5 |